# 리 패트릭

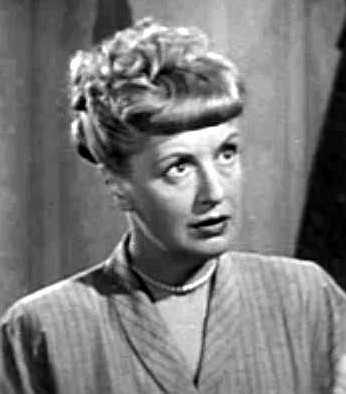

리 패트릭(Lee Patrick, 1901년 11월 22일 ~ 1982년 11월 21일)은 미국의 배우, 연극 배우, 영화배우, 텔레비전 배우이다.
뉴욕에서 태어났으며 러구나힐스에서 사망하였다.

## 영화
- 이수 (1961년)
- 썸머 앤 스모크 (1961년)
- 필로우 토크 (1959년)
- 앤티 맘 (1958년)
- 현기증 (1958년)
- 쇼처럼 즐거운 인생은 없다 (1954년)
- 더 로우리스 (1950년)
- 케이지드 (1950년)
- 스네이크 핏 (1948년)
- 마더 워 타이츠 (1947년)
- 웨이크 업 앤 드림 (1946년)
- 밀드레드 피어스 (1945년)
- 파킹튼 부인 (1944년)
- 위험한 이웃 (1943년) - 폴리 프랭클린 역
- 인 디스 아워 라이프 (1942년)
- 나우 보이저 (1942년)
- 말타의 매 (1941년)